# 莎拉·朗斯
莎拉·朗斯（英語：Sarah Langs，1993年5月2日—）她是一名美國體育記者和播客作者。她目前正在為MLB.com撰寫文章，且以精通棒球的數據和歷史而聞名，她曾經與同事曼迪·貝爾（Mandy Bell）共同主持播客Ballpark Dimensions，現已停止內容更新。

## 職業歷程
2015年，朗斯從大學畢業後選擇留在芝加哥，為NBC Sports Chicago撰寫有關芝加哥小熊隊和芝加哥白襪隊的研究文章。
沒過多久ESPN就聘請她擔任研究員。她透過統計數據和歷史資訊為《今夜棒球》的主持人提供支持。
2017年，巴斯特·奧爾尼(Buster Olney)邀請朗斯出現在《今夜棒球》播客中，往後朗斯變開始經常出現在播客和廣播中。

2019年MLB.com聘請了朗斯，但她仍在為ESPN廣播做幕後工作，並出現在奧爾尼的播客中。
2021年，她作為美國職棒大聯盟首個全女性廣播團隊的成員，與海蒂·華特妮、蘿倫·加德納、梅蘭妮·紐曼和阿蘭娜·里佐，一同在純品康納球場播報了「YouTube一週一戰」中由巴爾的摩金鶯隊對陣坦帕灣光芒隊的比賽。賽後朗斯、沃特尼、加德納、紐曼和里佐5人在棒球上簽名，這顆球後來被送往棒球名人堂典藏。
2023年1月，美國棒球記者協會頒發凱西·斯坦格爾「你可以查查看」獎給朗斯，此獎項通常授予那些未曾獲得該協會其他獎項表揚的人士。
朗斯為《MLB The Show 24》遊戲中的「Road to the Show」模式錄製了解說內容並拍攝了棚內片段。

## 個人生活
朗斯從小在紐約市長大，童年時觀看紐約大都會隊的比賽，從那時起對棒球產生興趣。她對舊金山巨人隊的熱愛則是受到母親的影響。她的家庭中經常會談到體育和數據統計相關的話題。
朗斯曾就讀芝加哥大學，主修比較人類發展，並在校刊《芝加哥栗色報》撰寫體育相關文章。在進入 Sportsnet New York 實習之前，她曾在《紐約郵報》、《新聞週刊》以及《每日野獸》實習。而在 Sportsnet New York 的實習則讓她有機會提出想法並撰寫關於大都會隊的研究型體育報導。
朗斯的母親是莉絲-安妮・皮羅夫斯基，擔任愛因斯坦醫學院與蒙蒂菲奧里醫療中心的感染疾病科主任。她的父親查爾斯・朗斯（Charles Langs）則是紐約大學朗格尼健康中心的腎臟科醫師。
同時朗斯正在與馬特•威廉斯（Matt Williams）交往，其為一名ESPN的NBA研究員

## 疾病
蘭格斯是一位熱衷於跑步的人
2019年她首次注意到自己有一個莫名的跛行。
2020年初，她前往醫院看了骨科，當時認為自己是腳踝受傷。
2021年，朗斯在參加完三場半馬拉松比賽且出現了更多症狀之後，被正式診斷為漸凍症，
2022年，她在大聯盟季後賽前公開了自己的診斷結果。即使如此，她仍繼續為MLB.com工作並錄製播客，大部分時間是在家中進行。她表示，工作和棒球社群都有幫助她應對病情，並將自己的康復歸功於他們。自從公布診斷結果以來，蘭格斯一直在推廣與漸凍症相關的非營利組織和研究工作。
2023年5月2日，這天是她的生日，她在當天發起了#FistBumps4ALS，這是一個為Project ALS籌款的活動，類似於冰桶挑戰。截止至5月20日，該活動已經籌集超過25,000美元，捐款者包括卡爾·拉維奇、杰夫·帕桑和乔恩·西亚比等人。查爾斯·巴克利在《Inside the NBA》節目中也提到了這項籌款活動。
2023年6月2日，這一天MLB標誌為盧·賈里格日，當天聯盟和各支球隊對朗斯進行了表彰。聯盟和球隊與Project ALS合作，並拍賣了30支帶有由朗斯選擇的球員所簽名的球棒，拍賣所得將會被用於支持麻省總醫院的Healey&AMG ALS研究中心進行研究。紐約大都會隊在賽前儀式上向蘭格斯表示敬意，並通過他們的基金會以她的名義捐款10,000美元給Project ALS。亞利桑那響尾蛇隊也捐款25,000美元給Project ALS。
2023年7月朗斯在ESPN發表了一篇文章，當中回憶了自公開診斷結果以來所獲得的愛與支持，並回顧了盧·賈里格在離開棒球時向球迷發表的著名演講。
2023年7月4日，紐約洋基隊在盧·賈里格“最幸運的人（Luckiest Man）”演講的紀念日向朗斯表達敬意。她試戴了賈里格曾戴過的帽子並握住了他曾經使用過的球棒。她的父母則擔任了開球儀式的投手。

2024年，費城費城人隊在盧·賈里格日當天也向她致敬，她在當天比賽的廣播中告訴ESPN，自己對所獲得的支持感到非常感動。

## 外部連結
- 同事曼迪·貝爾（Mandy Bell）的ig
- 蘭格斯的X
- 蘭格斯的ig